# Rosetta Loy
Rosetta Provera Loy (Roma, 15 maggio 1931 – Roma, 1º ottobre 2022) è stata una scrittrice italiana che ha fatto parte della "Generazione degli anni trenta", insieme ad alcuni dei più conosciuti nomi della letteratura italiana.

## Biografia
Nata Rosetta Provera era l'ultima dei quattro figli nati dal matrimonio tra un ingegnere piemontese e una impiegata romana. Scrisse all'età di nove anni il suo primo racconto, ma la vocazione letteraria vera e propria si manifestò verso i venticinque anni. Tuttavia dovette aspettare fino al 1974 per la sua prima pubblicazione, La bicicletta.
Seguirono numerosi altri romanzi, ben accolti dalla critica e insigniti di prestigiosi premi letterari. La produzione di Rosetta Loy è interamente tradotta in francese, oltre che in altre lingue. Dal francese la Loy tradusse per la collana «Scrittori tradotti da scrittori» di Einaudi, il Dominique di Fromentin (1990) e La principessa di Clèves di Madame de La Fayette (1999).
Nel 1992 Rosetta Loy lasciò momentaneamente Einaudi, con la quale aveva pubblicato quattro anni prima la sua opera più acclamata, il romanzo storico Le strade di polvere, e diede alle stampe per i tipi Mondadori il romanzo semi-autobiografico Sogni d'inverno.
Proveniente da una ricca famiglia dall'impostazione cattolica, Rosetta Loy appartenne a una certa borghesia italiana che, pur non essendo apertamente schierata a favore del fascismo, non si schierò contro le leggi razziali, forse perché non completamente informata della tragedia che si stava compiendo. Sono, questi argomenti, al centro della trama di uno dei suoi lavori: La parola ebreo del 1997. La scrittrice dedicò molte interviste per sensibilizzare i giovani ad affrontare tematiche tanto spinose, sino a tracciare un ardito parallelo tra lei stessa e Anna Frank, rilevando la casualità dei loro destini così differenti.
Si mantenne continuando a pubblicare libri, a rilasciare interviste ed essere presente nel panorama culturale. Dal 2007 fu nella giuria del Premio Grinzane Cavour, carica da cui si è dimessa, con altri giurati, nel 2009.
È morta a Roma, dove risiedeva, il 1 ottobre 2022 all'età di 91 anni ed è stata sepolta a Mirabello Monferrato.

## Vita privata
Nel 1955, dopo una lunga frequentazione, sposò Beppe Loy, fratello del regista Nanni Loy. I coniugi ebbero quattro figli (tra cui la scrittrice Margherita Loy) e l'unione durò per trent'anni, fino alla morte di Beppe nel 1981. Durante il matrimonio Rosetta Loy conobbe Cesare Garboli, con il quale allacciò un rapporto molto complesso (fisico e intellettuale) di cui non fece mistero. Ma anche dopo la vedovanza rifiutò un legame coniugale con Garboli e i due rimasero amici sino alla scomparsa di lui nel 2004.  Il suo ultimo lavoro, Cesare, è incentrato su Cesare Garboli.

## Opere
- La bicicletta, Torino, Einaudi, 1974.
- La porta dell'acqua, Einaudi, 1976.
- L'estate di Letuchè, Milano, Rizzoli, 1982.
- All'insaputa della notte, Milano, Garzanti, 1984.
- Le strade di polvere, Einaudi, 1987.
- Sogni d'inverno, Milano, Mondadori, 1992.
- Cioccolata da Hanselmann, Rizzoli, 1995.
- La parola ebreo, Einaudi, 1997.
- Ahi, Paloma, Einaudi, 2000.
- Nero è l'albero dei ricordi, azzurra l'aria, Einaudi, 2004.[10]
- La prima mano, Rizzoli, 2009.
- Cuori infranti, Roma, Nottetempo 2010.
- Gli anni fra cane e lupo. 1969-1994. Il racconto dell'Italia ferita a morte, Milano, Chiarelettere, 2013.
- Forse, Einaudi, 2016.
- Cesare, Einaudi, 2018, ISBN 978-88-0623-850-6.

## Riconoscimenti
- 1974: Premio Viareggio opera prima per La bicicletta.[11]
- 1988: Premio Campiello,[12] Premio Viareggio,[11] Premio Catanzaro[13] e Premio Rapallo Carige per la donna scrittrice per Le strade di polvere.[14]
- 1990: Premio Montalcino.[15]
- 1996: Premio Grinzane Cavour (Narrativa italiana)[15] e Premio Alassio Centolibri - Un autore per l'Europa per Cioccolata da Hanselmann.[16]
- 1997: Premio Fregene.[17]
- 1998: Premio della Giuria del Premio Rapallo Carige per la donna scrittrice per La parola ebreo.[18]
- 2004: Premio Bagutta per Nero è l'albero dei ricordi, azzurra l'aria.[19]
- 2005: Premio Brancati,[20] Premio Nazionale Rhegium Julii[21] e Prix Jean Monnet de Littérature Européenne[22]
- 2017: Premio Fondazione Campiello alla carriera.[23]